# Дивина фіолетова
Дивина́ фіолетова (Verbascum phoeniceum) — вид квіткових рослин родини ранникові (Scrophulariaceae).

## Поширення
Вид поширений у Центральній, Південній та Східній Європі, Північній Африці, Західній та Середній Азії. Ареал простягається від Австрії до Південно-Західного Китаю.
В Україні звичайний вид у степовій зоні, на решті території трапляється рідше. У Карпатах відсутній.

## Опис

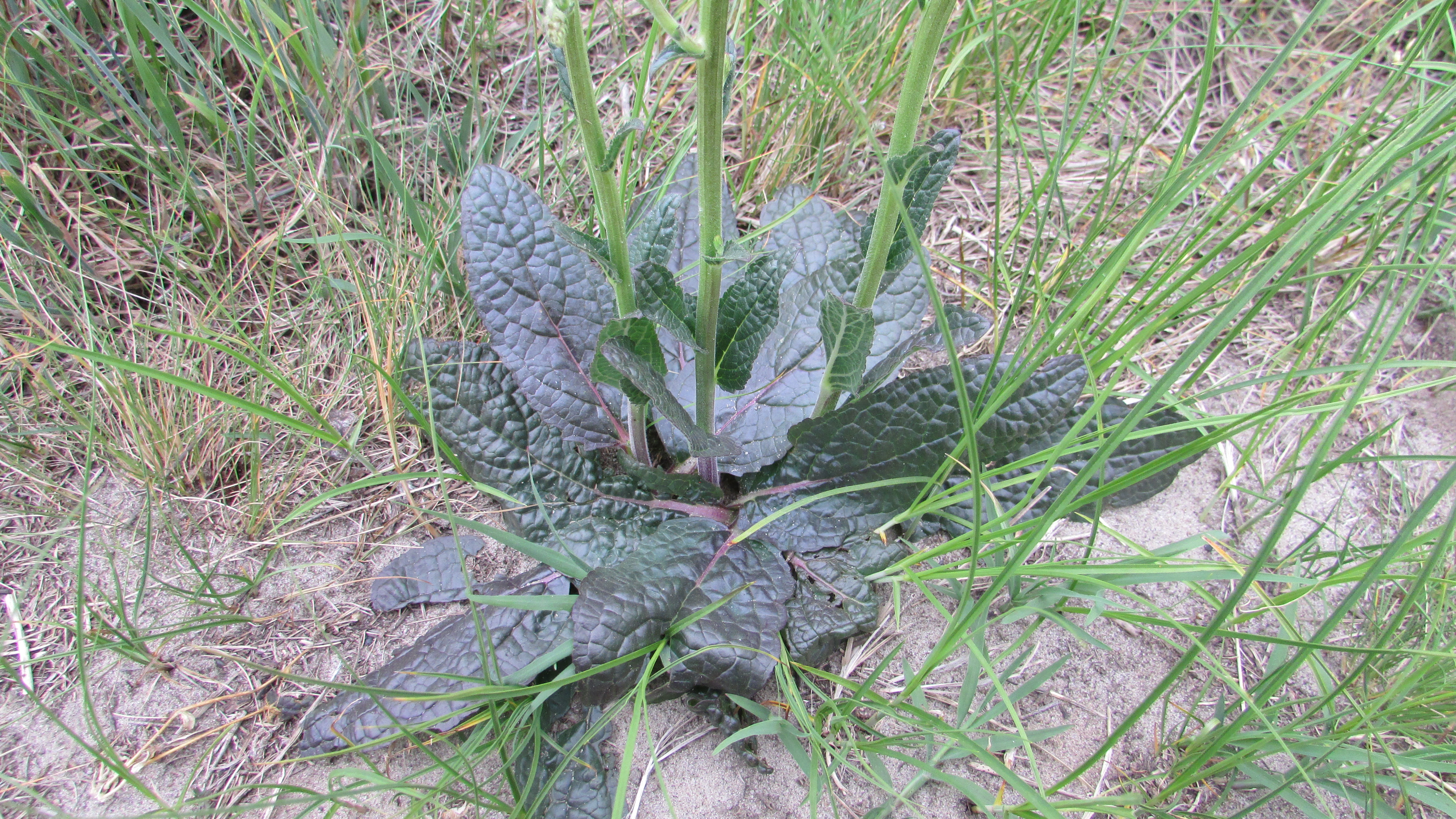
Прикореневі листки фіолетової дивини зібрані в розетку, вони довгасто-яйцеподібні, черешкові, великозубчасті по краю

Стебло заввишки 30-100 см з яскравими великими квітками, зібраними у видовжену китицю. Стебло та довгі квітконіжки тонкі й забарвлені в темно-фіолетовий колір. Квітки забарвлені в червоно-фіолетовий колір різних відтінків. Віночок майже правильний, 5-пелюстковий, до 25 мм завширшки. Тичинок 5. Стеблові листки нечисленні, дрібні, сидячі, ланцетоподібні. Стебло просте, вгорі залозисто-волосисте.
Цвітіння починається в другій половині травня і триває до липня. Одна рослина цвіте 10-15 днів. Пелюстки розкриваються вранці й надвечір. Лише в похмуру погоду квітки розкриті весь день. На нижній, найбільшій, пелюстці часто, ніби роса, блищать крапельки рідини — нектар. Міцне, розгалужене кореневище проникає в ґрунт до 1 м глибини. Стебло з'являється тільки через кілька років після початку розвитку рослини, а до того цей багаторічник перебуває в стадії розетки.